# Юнгер, Бела Германович
Бела (Бейло) Германович Юнгер (24 августа 1922 — 27 октября 1992) — советский и украинский писатель, сказочник, сценарист. Член Союза писателей СССР и Союза кинематографистов Украины.

## Биография
Родился 24 августа 1922 года в городе Сигет-Марамарош, который в то время в соответствии с положениями Трианонского мирного договора в 1920 году из состава Венгерского королевства был передан Румынии. Его отец Герман Юнгер был одним из первых автомобильных механиков в городе. Родители матери, Маргариты Юнгер, урождённой Кормош, были крестьянами. С самого раннего детства мальчик жил в атмосфере венгерских сказок. Творческие способности проявились очень рано: он пел в хоре румынской православной церкви, был режиссёром и актёром дворового театра, который сам организовал вместе с друзьями. После смерти отца оставил семью, чтобы самостоятельно зарабатывать на жизнь. Работал копателем колодцев, был учеником у портного. Романтическая натура и стремление к справедливости привели его к нелегальной молодёжной организации. В конце 1930-х годов эмигрировал в СССР. Во время переправы через реку Прут его документы были утеряны. Чтобы как можно быстрее начать взрослую жизнь, он, уже находясь в СССР, изменил год своего рождения на 1920-й. Работал на шахтах Донбасса. В 1943 году в составе интернационального отряда участвовал в обороне Сталинграда. В 1945 году попал в Киев, где работал переводчиком в лагере для венгерских и румынских военнопленных. После окончания Великой Отечественной войны остался в Киеве, принял советское гражданство, женился. В 1946 году родился сын Виктор, в 1956 году — сын Михаил.
Работал в Комитете кинематографии при Совете министров УССР в должности редактора.
Умер в Киеве 27 октября 1992 года. Похоронен на Берковецком кладбище в Киеве.

## Творчество
В 16 лет Юнгер написал свой первый рассказ о судьбе мальчика, который остался сиротой. Первые публикации появились уже в Киеве в 1950—1951 годах. Принимал участие в работе кружка молодого автора при Союзе писателей УССР. В 1951 году руководитель кружка дал ему рекомендацию для поступления в Литературный институт имени М. Горького в Москве. В Литинституте учился на отделении драматургии, где его творческим руководителем был Б. С. Ромашов. Познакомился и дружил с Евгением Евтушенко и Беллой Ахмадулиной.
Окончил Литинститут в 1957 году. Дипломной работой была пьеса-сказка по венгерскими мотивам «Белая роза», которая была поставлена в 1956 году в Театре юного зрителя Свердловска.
В 1958 году принял участие во Всеукраинском конкурсе молодых драматургов с пьесой «Каштаны горят», посвящённой венгерской революции 1956 года. Пьеса получила диплом второй степени, но из-за того, что автор не выполнил требования цензуры, к постановке в театрах рекомендована не была. После этого Юнгер полностью посвятил себя написанию пьес-сказок. Публиковался в журналах «Барвинок», «Малыш», «Пионерия». Писал на русском языке.
В течение 1950—1980-х годов вышел ряд сборников сказок и пьес Юнгера: «С неба звёздочка упала» (1959), сборники пьес «Золотой орешек» (1962), «Белая роза» (1972), «Улыбнись, малыш!» (1980), «Золотая лилия» (1988). Сказки в прозе представлены в сборнике «Дубовые листья» (1964).
Одной из лучших оценок творчества Юнгера принято считать рецензию театрального критика Александра Соломарского. В частности, он писал: «Драматургу удаётся достичь органического соединения реальности с элементами фантастики», что пробуждает детское воображение. «Его произведения привлекают душевной теплотой, поэтичностью, четкостью мысли, эмоциональной выразительностью».
Соавтор сценария фильма «Их знали только в лицо» (1966).